# John Owen

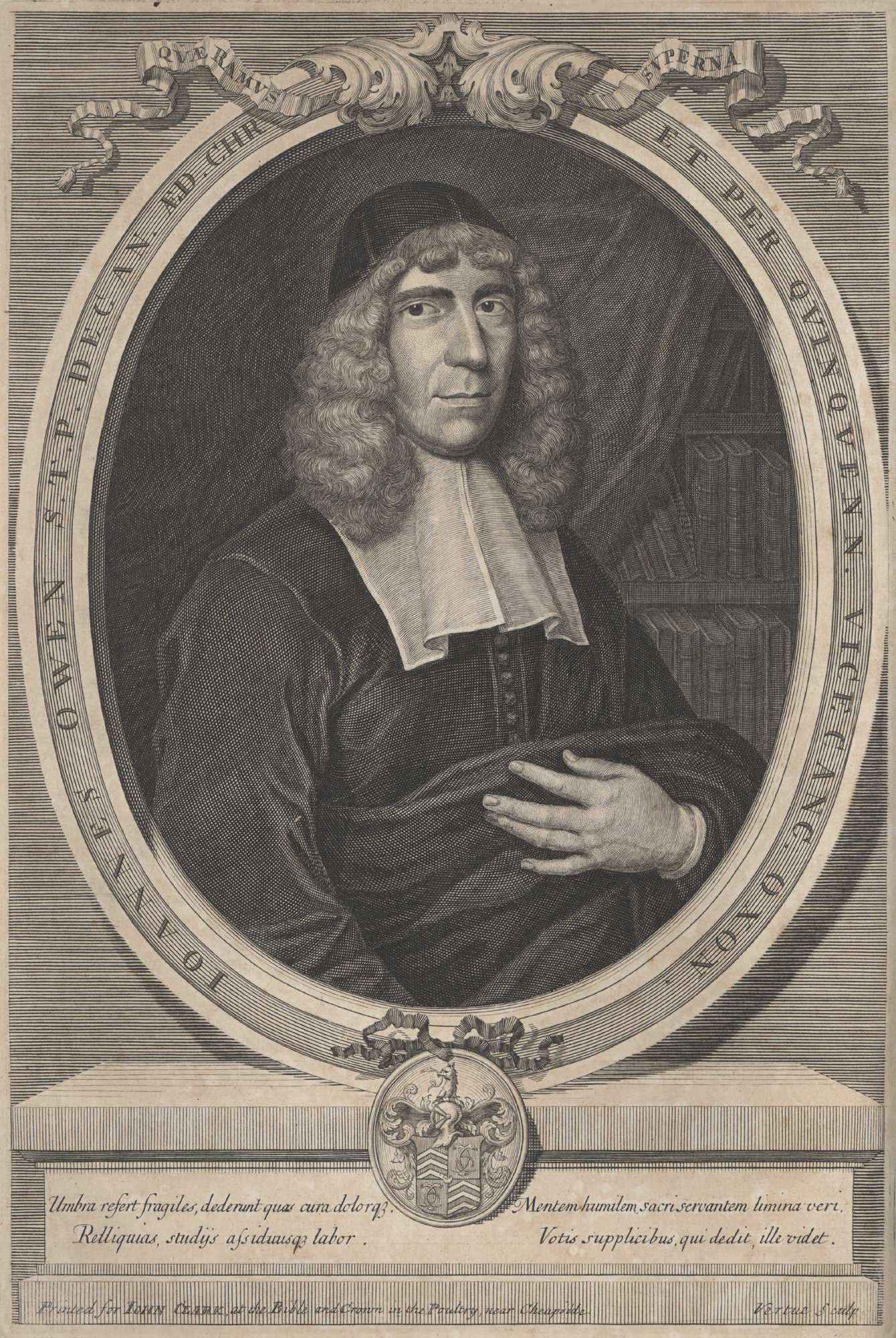
John Owen

John Owen (Stadhampton, Oxfordshire, Anglaterra, 1616 - Londres, Anglaterra, 24 d'agost de 1683). Fou un eclesiàstic i polític d'origen anglès. Els personatges i el to de la seva prosa llatina foren un model, fins ara no explorat, per a la poesia del poeta, escriptor i dramaturg barroc Francesc Fontanella.